# Centro de Cultura Anglo Americana
O CCAA, Centro de Cultura Anglo Americana, é uma rede de cursos de idiomas (inglês e espanhol) com mais de 640 franquias espalhadas pelo Brasil e mais de 210 mil alunos. Atualmente, o CCAA também possui escolas em outros 3 países: Estados Unidos, El Salvador e Hungria.[carece de fontes?]

## História
Fundado, em 1961, na zona norte da cidade do Rio de Janeiro, o CCAA atua no segmento de ensino de idiomas há mais de 50 anos. Hoje, alunos em todo o mundo aprendem inglês e espanhol em suas franquias, por meio de exclusivo sistema de ensino. Além disso, centenas de empresas, instituições de ensino superior e escolas de educação formal (desde a educação infantil até o ensino médio) utilizam o método CCAA, com materiais elaborados por sua editora.
Para atender às especificidades próprias de uma metodologia exclusiva, criou-se, em 1970, a Waldyr Lima Editora, que, com a implantação de um departamento de pesquisa e desenvolvimento, tornou permanente o aperfeiçoamento e a criação de novos materiais didáticos.
Em 1982, o CCAA foi pioneiro ao utilizar aparelhos de TV e videocassetes em salas de aula. E, em 1990, antes da popularização da internet, passa a ministrar as aulas com o auxílio de computadores.
Os resultados obtidos com uso de sua metodologia levaram o CCAA para o exterior, fundando, em 1991, em Miami, na Flórida, o CCLS (Cultural Center for Language Studies), que oferece aulas de inglês, espanhol e português.
Ainda em 1991, o CCAA esteve presente no Rock in Rio 2. Durante os shows, o curso ofereceu ao público traduções simultâneas. Além disso, distribuiu revistas com as letras das músicas que eram sucesso no festival.
Em 1992, o CCAA desenvolveu o software CALL (Computer-Assisted Language Learning), que permite a realização dos exercícios no computador.
Incentivado pela criação do Mercosul, em 1993, o CCAA passou a oferecer também cursos de espanhol, utilizando a mesma metodologia aplicada para o ensino da língua inglesa.
Em 2002, o CCAA renovou sua logomarca, conferindo à marca traços de modernidade.
Com o crescimento da utilização de dispositivos portáteis em escolas, em 2012, o CCAA passou a disponibilizar o conteúdo de seu material didático através de tablet.
Em 2020, o CCAA adota permanentemente a modalidade híbrida de ensino, que permite com que o aluno escolha, a cada aula, como vai participar: presencialmente na unidade ou online ao vivo de onde estiver, sempre com a mesma turma e professor. Esse formato foi desenvolvido com o objetivo de atender às necessidades do cliente oferecendo a mesma qualidade com flexibilidade.

## Centro Editorial
A estrutura do Centro Editorial do CCAA, localizado no Rio de Janeiro, possui estúdios de áudio e vídeo, estações completas de computação para a criação de desenhos animados, além de um parque gráfico que produz, anualmente, mais de 2 milhões de livros.
O ponto de partida para a criação do material didático é o trabalho dos escritores, em sua maioria proveniente de países de língua inglesa ou espanhola, que formulam o conteúdo intelectual das obras.
Todo o material didático é ilustrado por uma equipe de desenhistas. A programação visual é feita por profissionais especializados, e o áudio usado nos materiais é gravado, em estúdios próprios, por falantes nativos de língua inglesa e espanhola, o que possibilita ao aluno se habituar, desde cedo, à pronúncia correta da língua que estiver estudando.

## Certificação internacional
Em 2015, o CCAA passou a oferecer aos alunos a possibilidade de prestar o exame TOEFL®ITP. Esse exame comprova a aptidão dos alunos para a língua inglesa e é um dos pré-requisitos do processo de seleção do programa Ciência sem Fronteiras, que oferece bolsas de estudo no exterior, financiadas pelo Governo Federal. Além disso, o exame se destaca por sua confiabilidade e custo-benefício, sendo adotado por escolas regulares, universidades e agências governamentais no mundo inteiro.

## Sistema de franquia
Em 1969, o CCAA desenvolveu um sistema de concessão de uso de seu método de ensino, o qual evoluiu para um sistema de franchising, gerando uma das maiores redes do segmento de ensino de idiomas do Brasil. Até o final da década de 80 e início da década de 90, a família Sandoval era responsável por pouco mais de 20% das concessões que depois viraram franquias. .

## CCAA na Escola
Além de elaborar material didático para uso em sua própria rede de franquias, o CCAA também produz obras (português, inglês e espanhol) adotadas por instituições de ensino de todo o Brasil. Com o crescimento do mercado de material didático para uso em escolas, em 2011, o CCAA firmou uma parceria com a editora Macmillan, reconhecida no mundo inteiro. Essa parceria resultou no desenvolvimento de novas obras para o ensino de inglês, direcionadas às escolas de Ensino Fundamental e Médio.

## Comerciais de TV
O CCAA é conhecido pela produção de diversos anúncios de TV estrelados por celebridades nacionais e internacionais, transmitidos nos principais canais da TV brasileira.
Em 1976, o CCAA veiculou seu primeiro comercial televisivo, contando com a participação do jogador de futebol Pelé. Em 2001, o ator de cinema norte-americano Arnold Schwarzenegger foi o escolhido para estrelar a campanha nacional televisiva, e, em 2011, o ator Bruce Willis.
Em 1990, o CCAA lançou o comercial "The World Is Yours", cujo jingle foi cantado pela banda The Magic Crystal Band (da qual um dos membros era o músico Tavito) e sendo lançado também um LP com essa trilha sonora.[carece de fontes?]
Em 2012, a atriz norte-americana Megan Fox e o lutador de boxe Mike Tyson foram as estrelas da campanha publicitária do CCAA; em 2014, foi a vez da estrela Jessica Alba; e, em 2015, o escolhido foi o ator Owen Wilson. 

## Premiações
Chancelado há mais de 10 anos consecutivos com o "Selo de Excelência em Franchising", concedido pela Associação Brasileira de Franchising (ABF).
A melhor em experiência aos clientes do Brasil na categoria Escola de Idiomas segundo o Experience Awards 2023. 
A mais admirada entre as escolas de idiomas no Rio de Janeiro pelo jornal O Globo no prêmio Marcas Cariocas 2023.